# Tragédia do Brigue Palhaço
O Massacre do Brigue Palhaço foi um acontecimento onde mais de 250 pessoas faleceram a bordo da embarcação São José Diligente na cidade brasileira de Belém em 22 de outubro de 1823, no contexto da Guerra da Independência do Brasil que ocasionou a anexação do território paraense pelo Brasil.

## Antecedentes
Durante o processo de independência do Brasil, a província do Pará não aderiu imediatamente à formação do novo estado, com a elite econômica local mantendo fortes ligações políticas com o Reino de Portugal. Em 1823, o imperador D. Pedro I pressionou a província a juntar-se ao Brasil, enviado à Belém o inglês, John Pascoe Grenfell, com a missão de incorporar o território e expulsar as tropas portuguesas remanescentes na região.
Na época, a sede do governo português era no Palácio Lauro Sodré (no bairro da Cidade Velha), local onde o documento de adesão foi assinado, no dia 15 de agosto de 1823. Havia a expectativa que isso representasse a mudança do status quo. Em novembro de 1823, parte da população se revoltou liderados pelo cônego Batista Campos, ocorrendo manifestação na atual Praça Frei Caetano Brandão (no Largo da Sé ou Feliz Lusitânia) reivindicando direitos iguais aos dos portugueses que viviam no Pará.

## História
Na noite do dia 16 de outubro de 1823, um grupo de soldados do 2º Regimento de Artilharia de Belém, e de desordeiros embriagados, voltaram a efetuar ataques a estabelecimentos comerciais portugueses na cidade, iniciados na noite anterior. As patrulhas, compostas por praças de segunda linha, sem conseguir coibir as desordens, informaram a força naval Imperial, sob o comando de John Pascoe Grenfell. Este determinou durante a madrugada, o desembarque de tropas, reforçadas por elementos dos navios mercantes surtos no porto, que detiveram e recolheram à cadeia todas as pessoas encontradas pelas ruas e casas suspeitas e denunciadas, indistintamente.
No dia 17 de outubro do mesmo ano, foram sumariamente fuzilados cinco indivíduos. Os soldados e cidadãos detidos na noite anterior, um total de 256 pessoas, foram recolhidos à cadeia pública até ao dia 20, quando foram transferidos e aprisionados à bordo do brigue São José Diligente (posteriormente denominado "brigue Palhaço"), localizado no porto da Baía do Guajará, sob o comando do primeiro-tenente Joaquim Lúcio de Araújo.
Confinados no porão da embarcação, tendo sido fechadas as escotilhas e mantendo-se aberta apenas  uma pequena fresta para a entrada de ar, devido à superlotação e ao calor a bordo, os prisioneiros começaram a gritar reclamando por água e mais ar, alguns chegando mesmo a ameaçar a guarnição, em seu desespero.
Da narrativa dos sobreviventes, depreende-se que, tendo sido lançada água do rio aos prisioneiros numa tina existente no porão, agravou-se o tumulto pela disputa, renovando-se os protestos dos prisioneiros.
A guarnição decidida a acalmar os ânimos, disparou alguns tiros de fuzil para o interior do porão, em cujo interior, ato contínuo, espargiu quantidade de cal viva, cerrando a abertura do porão.
No dia seguinte, às sete horas da manhã do dia 22 de outubro de 1823, aberto o porão do navio na presença de seu comandante, contaram-se 252 corpos (com sinais de longa e penosa agonia) e quatro sobreviventes, dos quais, no dia seguinte, apenas um resistiu, de nome João Tapuia. No total pereceram 252 homens sufocados e asfixiados (com lábios e olhos arroxeados e o rosto esbranquiçado que lembravam palhaços). Após a tragédia a embarcação foi apelidado de "brigue Palhaço".
Grenfell não assumiu a culpa pelo incidente, argumentando que o ataque não foi executado sob suas ordens.